# Czesław Klim
Czesław Klim (ur. 5 kwietnia 1899 w Żyrardowie, zm. 3 stycznia 1951 w Łodzi) – oficer Wojska Polskiego, działacz Polskiej Partii Socjalistycznej, uczestnik polskiego i radzieckiego ruchu oporu podczas II wojny światowej, podpułkownik Milicji Obywatelskiej.

## Życiorys
Urodził się w rodzinie robotniczej. W 1917 wstąpił do Legionów Polskich, następnie walczył w wojnie polsko-bolszewickiej. Po wojnie w stopniu chorążego pełnił służbę wojskową w Łodzi, Warszawie i Pińsku. W 1939 brał udział w kampanii wrześniowej, walcząc na czele kompanii spieszonych marynarzy flotylli pińskiej pod Kockiem w Samodzielnej Grupie Operacyjnej „Polesie”. Następnie znalazł się na terenach zabużańskich w okolicach Porzecza, gdzie razem z miejscowymi Polakami organizował placówki samoobrony przed napadami ukraińskich nacjonalistów. Od 1942 z grupą antyfaszystów współdziałał z partyzantką radziecką. Z grupy samoobrony powstał latem 1943 oddział partyzancki im. Tadeusza Kościuszki (jego pierwszym dowódcą był Czesław Warchocki), który w sierpniu wszedł w skład Pińskiej Brygady Partyzanckiej, dowodzonej przez Iwana Szubitidze. Od 25 grudnia 1943 oddziałem dowodził Czesław Klim, prowadząc intensywne działania partyzanckie, a także opiekując się licznymi grupami Polaków, Białorusinów, Ukraińców i Żydów. Pod jego dowództwem oddział szybko się rozrastał. W grudniu, po odpowiednim przeszkoleniu minerskim, wysłał on na tory grupy dywersyjne. Dywersja na liniach kolejowych stanowiła od tej pory główny kierunek jego działania. W marcu 1944 Klim otrzymał awans do stopnia majora, a jednocześnie skierowanie do dyspozycji Polskiego Sztabu Partyzanckiego, mieszczącego się w Równem. Po przeszkoleniu spadochronowo-desantowym w nocy z 27 na 28 maja 1944 został zrzucony w rejon lasów parczewskich koło wsi Marianki, gdzie nawiązał łączność i współpracę z miejscowymi oddziałami partyzanckimi i kierownictwem II Obwodu Polskiej Partii Robotniczej i Armii Ludowej. Jego zadaniem było przede wszystkim szkolenie wojskowe i dywersyjno-bojowe oraz zaopatrywanie oddziałów w broń, którą otrzymywał z Polskiego Sztabu Partyzanckiego (uzbrojono wówczas ok. 1000 ludzi). Zgodnie z wytycznymi większość swoich ludzi oddał do dyspozycji kierownictwa II Obwodu, które następnie kierowało ich jako instruktorów do oddziałów partyzanckich i garnizonów AL. Początkowo tylko współdziałał z kierownictwem II Obwodu AL, później zaś podporządkował się mu całkowicie. Szczególnie żywą działalność operacyjną prowadził podczas wycofywania się Niemców. W okresie walk na tyłach wroga na Lubelszczyźnie brygada wysadziła w powietrze 2 transporty kolejowe, zniszczyła 2 lokomotywy, 9 wagonów, czołg, most kolejowy i zlikwidowała 475 żołnierzy i oficerów niemieckich, a 9 wzięła do niewoli. Po wyzwoleniu wstąpił w Lublinie do MO i otrzymał stopień podpułkownika.

## Ordery i odznaczenia
- Order Krzyża Grunwaldu III klasy
- Krzyż Oficerski Orderu Odrodzenia Polski
- Krzyż Srebrny Orderu Virtuti Militarti
- Złoty Krzyż Zasługi (15 października 1947)[4]
- Krzyż Walecznych (za Legiony Polskie)
- Krzyż Partyzancki
- Medal Zwycięstwa i Wolności 1945
- Medal Pamiątkowy za Wojnę 1918–1921
- Order Czerwonego Sztandaru (ZSRR, 1943)[5]